# سلم سمك

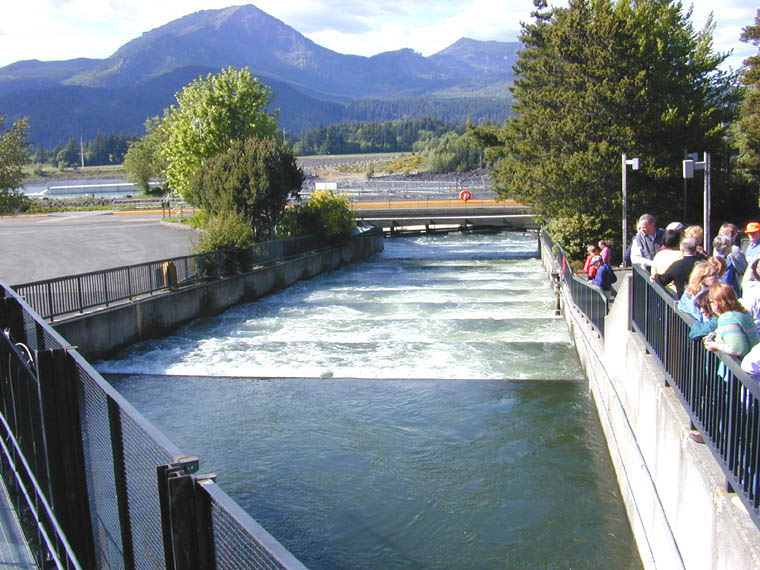
سلم للسمك عند حوض مائي وهَدَّار (حاجز بالمجرى للتحكم في منسوب المياه) في سد بونفيل الواقع على نهر كولومبيا

لافتة سلامة تُستعمل للإشارة إلى وجود سُلَّم سمك

سُلَّم سمك هو عبارة عن طريق مخصص للسمك تُبنى حول أو على الحواجز الطبيعية أو الاصطناعية (مثل السدود والأهوسة والشلالات) بغرض تسهيل الهجرة الطبيعية للأسماك ثنائية الهجرة أي تلك الأنواع من الأسماك التي تنتقل بين المياه المالحة والمياه العذبة. قد تشتمل سلالم الأسماك على سلسلة من الأحواض ينتقل فيها السمك من حوض لآخر، وذلك إمَّا من خلال ثقوب مُعدَّة في الجدران الفاصلة بين الأحواض، وإمَّا بالوثوب من فوق الجدران. تُمكِّن معظم هذه السلالم الأسماك من تجاوز الحواجز عبر السباحة والوثوب فوق سلسلة من الدرجات المنخفضة نسبياً حتى تصل إلى المياه على الجانب الآخر. يجب أن تكون سرعة المياه الساقطة على الدرجات كبيرة كفايةً حتى تستطيع جذب السمك إلى السُلَّم، ولكن في الآن ذاته فلا يجب أن تتجاوز سرعة المياه النازلة حدوداً كبيرة للغاية لكي لا تعيق السمك من الصعود والسباحة بعكس التيار أو ترهقهم للدرجة التي تعيقهم من إكمال رحلتهم.

## لمحة تاريخية
تعود التقارير المكتوبة التي تذكر سلالم السمك إلى القرن السابع عشر في فرنسا حيث كانت حزم أغصان الشجر تُستعمل لإنشاء درجات في قنوات المياه المنحدرة. حصل ابتكار مشابه قام به ريتشارد مكفارلان في باثورست بمقاطعة نيو برونزويك الكندية على براءة اختراع عام 1837، حيث قام مكفارلان بتصميم سُلَّم يجتاز السمك من خلاله سداً واقعاً على طاحونته الخشبية المُشغلة بالمياه. وأدى ازدياد حجم السدود وشيوع بناءها مع غيرها من العوائق المائية على الأنهار بالترافق مع تقدم الثورة الصناعية إلى الحاجة إلى قنوات مرور فعَّالة خاصة بالسمك.

## الأنواع
- سُلَّم الحوض والهدَّار هو أحد أقدم أنواع سلالم السمك، يستعمل هذا النوع سلسلة من السدود والأحواض الصغيرة ذات طول منتظم وتخرج المياه من السلالم من قناة طويلة منحدرة يستطيع السمك من خلالها اجتياز العائق. تعمل القناة بمثابة هويس مثبَّت يعمل على تخفيف مستوى المياه تدريجياً، ويقوم السمك بالوثوب منتقلاً من صندوق لآخر في الُسلَّم حتى يستطيع من السباحة عكس التيار.
- سُلَّم عارض:[ملاحظة 1] يستعمل هذا النوع سلسلة من العوارض المتقاربة في المسافة فيما بينها في قناةٍ تعيد توجيه دفق المياه مما يسمح للسمك بالسباحة حول الحاجز.
- مصعد سمك.
- سلالم المنحدرات الصخريَّة.
- مسارات سمك الثقوب العموديَّة.
- سيفون السمك.[ملاحظة 2]

## وصلات خارجية
- مسارات السمك، التصميم والأبعاد والمتابعة، الفاو (بالإنجليزية)